# Rezerwat przyrody Żywiec Dziewięciolistny
Rezerwat przyrody Żywiec Dziewięciolistny – florystyczny rezerwat przyrody położony w gminie Murowana Goślina, powiecie poznańskim (województwo wielkopolskie). Leży w granicach Parku Krajobrazowego Puszcza Zielonka. Obszar rezerwatu podlega ochronie czynnej.

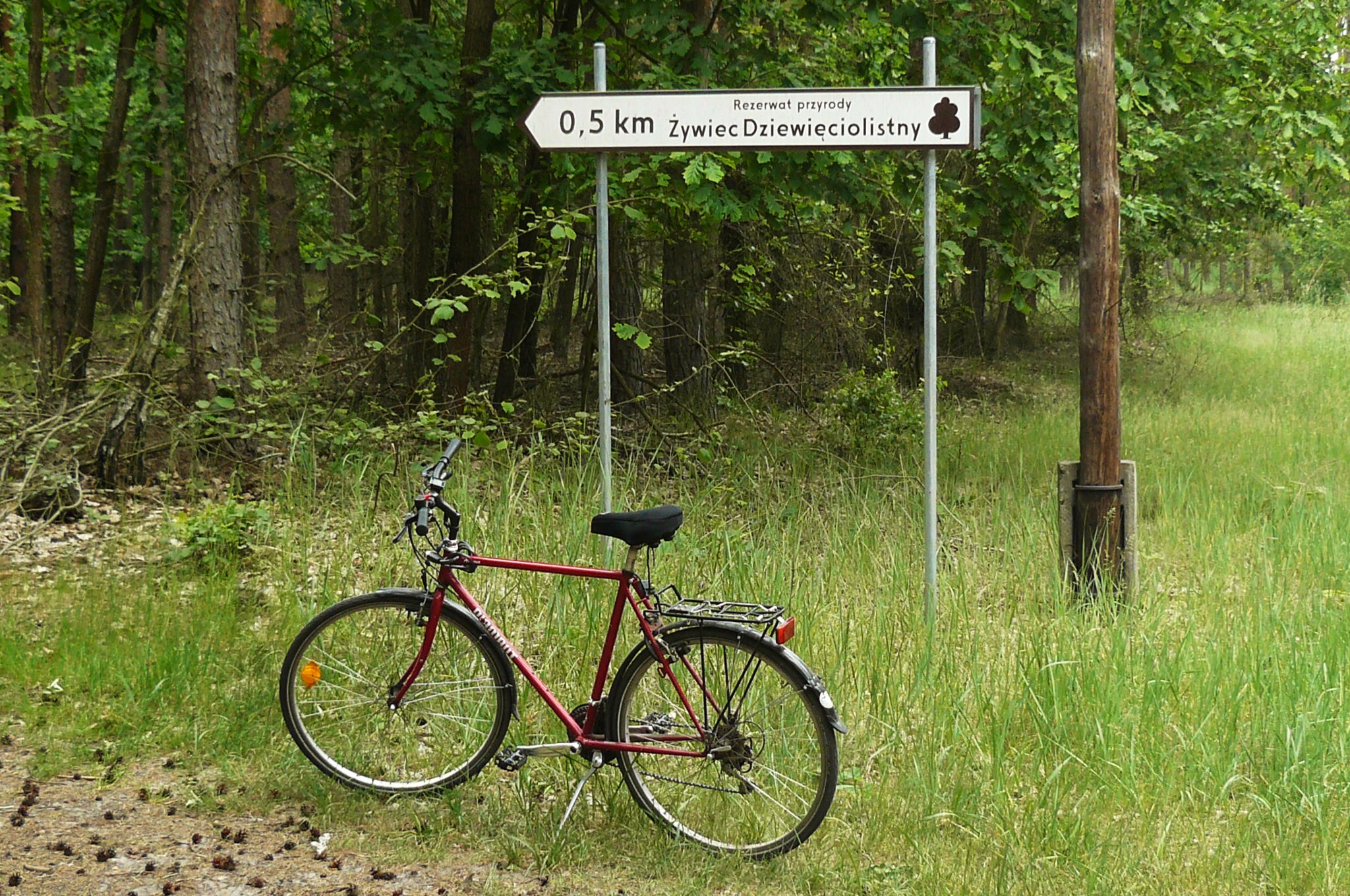
Drogowskaz turystyczny

Rezerwat o powierzchni 10,51 ha został utworzony w 1974 roku w celu ochrony reliktowych stanowisk żywca dziewięciolistnego (Dentaria enneaphyllos) na niżu w zespole grądowym, w drzewostanie bukowym (około 130 lat) z udziałem dębu (Quercus sp.), grabu (Carpinus betulus) i jodły (Abies alba). Sporadycznie występuje sosna, dąb i buk wieku 180–200 lat. Rośnie też kilka sztuk gatunków obcych – dąb czerwony i daglezja. Rezerwat posiada niewielką otulinę o powierzchni 0,78 ha.
Rezerwat położony na zboczach Jeziora Leśnego chroni najdalej na północ wysunięte w Polsce stanowisko żywca, będące też jedynym jego stanowiskiem w Wielkopolsce. Roślina występuje jedynie w północnej części rezerwatu w kępach kilkunastu egzemplarzy lub pojedynczo, kwitnąc na przedwiośniu (marzec-kwiecień). Oprócz niej rośnie tu także około 160 gatunków roślin, w tym m.in. orlik pospolity, czerniec gronkowy, marzanka wonna, przylaszczka pospolita, konwalia majowa i kalina koralowa. 

## Podstawa prawna
- Zarządzenie Ministra Leśnictwa i Przemysłu Drzewnego z dnia 16 września 1974 r. w sprawie uznania za rezerwaty przyrody (M. P. z 1974 r. Nr 32, Poz. 194)
- Obwieszczenie Wojewody Wielkopolskiego z dn. 4.10.2001 r. w sprawie ogłoszenia wykazu rezerwatów przyrody utworzonych do dn. 31.12.1998 r.
- Zarządzanie Nr 39/11 Regionalnego Dyrektora Ochrony Środowiska w Poznaniu z dnia 1 września 2011 r. w sprawie rezerwatu przyrody „Żywiec Dziewięciolistny”